# Arnau Farré i Garcia
Arnau Farré i Garcia   (Vilanova de Segrià, 5 de juliol de 1998) és un pilot català de trial que competeix des del 2014 en el Campionat del món, inicialment a la World Cup -on formà part de l'equip oficial de Gas Gas- i actualment a la categoria màxima. Considerat un dels valors més prometedors de l'actual escena nacional, el 2017 es proclamà Campió d'Europa de trial absolut a 19 anys, esdevenint el catorzè català a guanyar el títol i el setè pilot de la història d'aquest campionat a fer-ho a la primera, l'any que hi debutava. Farré competeix també en la màxima categoria del Campionat d'Espanya, després d'haver-ne guanyat quatre títols en categories inferiors i dos més al Campionat de Catalunya.

## Trajectòria esportiva

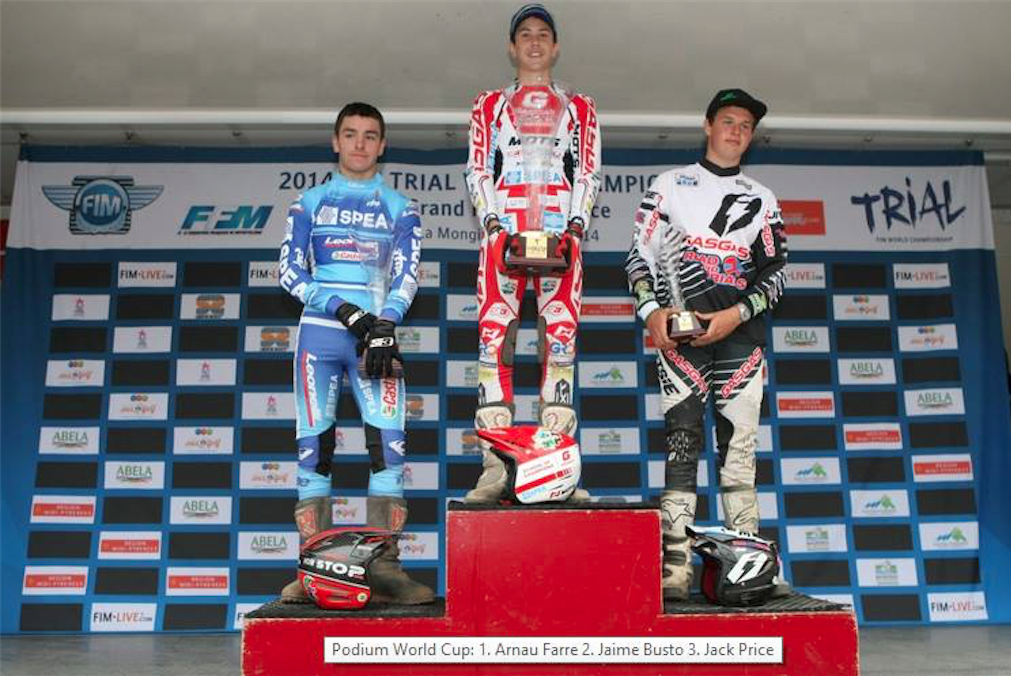
Arnau Farré (1r), Jaime Busto (2n) i Jack Price (3r) a La Mongie (Campan), durant la World Cup de 2015

Arnau Farré aprengué a conduir motocicletes de ben petit. A l'edat de sis anys, el seu pare n'hi va comprar una de trial i començà a practicar-hi. Entre els vuit i els setze anys, es va entrenar amb el lleidatà Marcel Justribó, antic Campió d'Europa de trial amb qui segueix tenint molta relació.
El 2015, a 17 anys, va anar a viure a Vic per tal de ser prop de la seu de l'equip de Gas Gas i poder progressar en la seva formació, cosa que el va ajudar a pujar força de nivell. Allà, compartia pis amb el gallec Jorge Casales i s'entrenava amb el seu instructor, l'antic Campió d'Espanya Marc Freixa.
El 2016, la firma el fitxà com a primer pilot de l'estat del seu equip oficial al Mundial de trial. El 2017, però, la relació professional va canviar i actualment, Farré competeix com a semioficial de la marca -Gas Gas li continua cedint la moto i els recanvis- i torna a residir al seu poble, Vilanova de Segrià, de manera que pot entrenar-se des de casa i a la seva manera. Al costat de casa dels seus pares ha improvisat un parell de circuits amb material d'obra i diverses roques i obstacles, on entrena sovint.
La temporada de 2017, Farré competí al Mundial de trial com a membre del Moto Club Aitona i company del campió de Catalunya i d'Espanya de trial Marc Riba dins el SPEA RFME Trial Team (l'equip patrocinat per la federació espanyola de motociclisme), amb Marc Cots de motxiller. Farré era llavors el participant més jove del campionat. Aquell mateix any, es proclamà Campió d'Europa absolut després d'aconseguir quatre podis consecutius a les quatre proves disputades: tercer a la cita inaugural (Zelhem, Països Baixos), segon i primer a la doble prova de Bilstain (Bèlgica) i primer a Lazzate (Itàlia).

## Palmarès
A 22 de desembre de 2019
| Any          | Motocicleta  | C. del Món | C. d'Espanya     | C. de Catalunya | Altres             |
| ------------ | ------------ | ---------- | ---------------- | --------------- | ------------------ |
| 2006         | Gas Gas?     | -          | -                | 3r Iniciació    |                    |
| 2007         | Gas Gas?     | -          | -                | 2n Aleví        |                    |
| 2008         | Gas Gas?     | -          | -                | 2n Promo 80     |                    |
| 2009         | Gas Gas      | -          | 1r Juvenil 80cc  | 1r Promo 80     |                    |
| 2010         | Gas Gas      | -          | 1r Juvenil 125cc | 3r Cadet        |                    |
| 2011         | Gas Gas      | -          | 1r Cadet         | 2n Cadet        | 2n Youth Inter Cup |
| 2012         | Beta         | -          | 4t Júnior        | 3r              | 7è Youth Cup       |
| 2013         | Beta         | -          | 1r Júnior        | 2n              |                    |
| 2014         | Gas Gas      | -          | 2n TR2           | 1r              | 11è World Cup      |
| 2015         | Gas Gas      | -          | 9è               | -               | 6è World Cup       |
| 2016         | Gas Gas      | -          | 8è               | -               | 4t World Cup       |
| 2017         | Gas Gas      | 12è        | 8è               | -               | Campió d'Europa    |
| 2018         | Vertigo      | -          | -                | -               |                    |
| 2019         | Jotagas      | 12è        | 10è              | -               |                    |
| Total títols | Total títols | 0          | 4                | 2               | 1                  |

1. ↑  Al total de títols s'hi compten tots els campionats nacionals, estatals o internacionals guanyats

Resultats en proves destacades
- 2 Dies de Trial de Montbui:
  - 2n juvenil (2007)
  - 2n juvenil 80cc (2008)
- 2 Dies de Trial d'Arinsal:
  - 1r Aleví (2007)
  - 2n Juvenil (2008)
  - 1r Juvenil (2010)